# 夜のデラックス りらっくす
『夜のデラックス りらっくす』（よるのデラックス りらっくす）は、1976年6月8日から同年9月28日までTBS製作で放送された歌謡番組・トーク番組である。放送時間は毎週火曜 22:00 - 22:55 （日本標準時）。
本番組はローカルセールス枠での放送だったため、TBS系列局で本番組をネットしなかった系列局がある。
「歌入りテレビ井戸端会議」をコンセプトにし、出演者たちのフリートークと歌によって構成された番組だった。

## 出演者

### 司会
- 津川雅彦
- 朝丘雪路

### レギュラー
- 都はるみ
- 五月みどり
- 金井克子
- 殿さまキングス
- 海原千里・万里
- 細川たかし